# Миа Малешевић
Миа Малешевић (Бања Лука, Босна и Херцеговина, 25. јануар 2000) је босанско-херцеговачка и српска поп певачица. Пажњу је привукла 2022. године учествујући на српском фестивалу Песма за Евровизију '22 са песмом Бланко.

## Биографија
Рођена је у 25. јануара 2000. године у Бањој Луци. Школовала се паралелно на престижном универзитету Northwood и Hotel Institute Montreux у Монтру у Швајацарској. Своју љубав према музици је показивала од малена учествујући на бројним фестивалима као што су Ђурђевдански фестивал у Бањој Луци, Славјански базар у Витепску, Star to Born у Будимпешти, Чаролија у Београду и други. Први јавни наступ јој је био 2010. када је са само девет година освојила треће место на Ђурђевданском фестивалу у Бањој Луци.
Октобра 2021. године, Миа је објавила своји први сингл Од тебе боља коју је компоновала Александра Сара Милутиновић, док је аранжман радио Махир Сарихоџић. Већ месец дана касније објавила је и свој други сингл у маниру модерне баладе под називом Ледено.
14. јануара 2022. године изашла је листа учесника фестивала Песма за Евровизију '22 на којој се нашла и Миа са песмом Бланко, чији је текст и музику радила Александра Милутиновић. Наступила је у првом полуфиналу, али није успела да се пласира у финале. Једна је од пет песама у том полуфиналу која је добила нула поена.
На фестивалу "Сунчане скале 2022" у Херцег Новом представила је песму "Ожиљци".

## Дискографија
Синглови
- Од тебе боља (2021)
- Ледено (2021)
- Бланко, Песма за Евровизију 2022 (2022)
- Ожиљци, Скале 2022 (2022)
- Горим (са Леном Ковачевић)

Обраде
- Million Reasons (2017)
- IDGAF (2020)
- Midnight Sky (2020)

## Награде и номинације
| Година | Награда                 | Категорија       | Рад    | Исход               | Реф.  |
| ------ | ----------------------- | ---------------- | ------ | ------------------- | ----- |
| 2022.  | Песма за Евровизију ’22 |                  | Бланко | Испала у полуфиналу | [ 5 ] |
| 2023.  |                         | Урбан поп нумера | Бланко | Номинација          | [ 6 ] |